# Judici a les Bruixes de Salem
El judici de les bruixes de Salem van ser una sèrie d'audiències i processaments de persones acusades de bruixeria en el Massachusetts colonial, entre febrer de 1692 i maig de 1693. Més de dues-centes persones van ser acusades. Trenta van ser declarats culpables, dinou dels quals van ser executats a la forca (catorze dones i cinc homes). Un altre home, Giles Corey, va ser pressionat fins a la mort per negar-se a suplicar, i almenys cinc persones van morir a la presó.
Va ser un efecte col·lateral de les lluites internes entre les famílies colonials per la possessió de la terra i dels fanatismes puritans revestits de paranoia. Tot començà quan el reverend Samuel Parris fou nomenat cap espiritual de la comunitat el 1692 i la frontera al nord de Maine fou devastada per un atac dels abnaki que provocà que molts colons fossin morts o fets presoners pels indis, en resposta a la brutalitat colonial durant la Guerra del Rei Philip contra els wampanoag el 1675.
Es van fer detencions a nombroses ciutats més enllà del llogaret de Salem i Salem Village (conegut avui com a Danvers), especialment Andover i Topsfield. Els grans jurats i els judicis per aquest crim capital van ser duts a terme per un tribunal d'Oyer and terminer el 1692 i per un Tribunal Superior de Judicatura el 1693, ambdós celebrats a Salem Town, on també es van produir les execucions. Va ser la caça de bruixes més letal de la història de l'Amèrica del Nord colonial. Catorze dones i dos homes més havien estat executats a Massachusetts i Connecticut durant el segle segle xvii.
L'episodi és un dels casos d'histèria massiva més notoris de l'Amèrica colonial. S'ha utilitzat en la retòrica política i la literatura popular com a vívida història d'advertència sobre els perills de l'aïllacionisme, l'extremisme religiós, les acusacions falses i els lapsus en el degut procés. No va ser únic, sinó un exemple colonial nord-americà del fenomen molt més ampli dels judicis de bruixes a principis del període modern, que també va tenir lloc a Europa. Molts historiadors consideren que els efectes duradors dels judicis van ser molt influents en la història dels Estats Units posterior. Segons l'historiador George Lincoln Burr, "la bruixeria de Salem va ser la roca sobre la qual es va trencar la teocràcia".

## Origen dels judicis
A Salem el 1692, Betty Parris, de 9 anys, i la seva cosina, Abigail Williams, d'onze, filla i neboda del reverend Samuel Parris, foren víctimes del que es va dir que eren "atacs d'epilèpsia o malaltia natural més enllà del que es pot diagnosticar", segons John Hale, ministre a Beverly, al seu llibre A Modest Enquiry into the Nature of Witchcraft (Boston, 1702). Les noies cridaven, llançaven coses per l'habitació, pronunciaven sons estranys, gatejaven sota el mobiliari i adoptaven posicions estranyes. Es queixaven que sentien punxades amb agulles de cap o talls de ganivets, i quan predicava Samuel Parris, les noies es tapaven les orelles com si tinguessin por de sentir els sermons. El metge William Griggs no podia trobar cap prova material de cap malaltia. Altres noies al poble començaven a mostrar els mateixos símptomes. Sembla que les noies jugaven sovint amb Tituba, una esclava dels Parris adquirida a les Barbados, i segons es creu, barreja d'africà i arawak.
Incapaç de trobar un diagnòstic al que passava a les noies, el metge va diagnosticar encanteri. Aviat n'acusaren dels fets Sarah Good i Sarah Osborne, dues ancianes pobres víctimes propícies de l'acusació, que van reconèixer sota tortura el primer de març. Posteriorment s'acusà Martha Corey, Rachel Clinton, Rebecca Nurse, Dorothy Good, Sarah Cloyce, Abigail Hobbs, Bridget Bishop, Mary Warren, Deliverance Hobbs, Sarah Wilds, William Hobbs, el jove Nehemiah Abbott, Mary Esty, Edward Bishop, el jove, i la seva esposa Sarah Bishop, i Mary English. El 30 d'abril també ho foren el reverend George Burroughs, Lydia Dustin, Susannah Martin, Dorcas Hoar, Sarah Morey i Philip English. En aquests casos, la majoria eren famílies senceres de persones que d'alguna manera o altra havien tingut enfrontaments amb Parris i que fins aquell moment havien estat persones respectades a la comunitat.
Després d'un procediment legal marcat pels interrogatoris amb tortures i coaccions a persones, moltes d'elles ancianes o amb el seny pertorbat per l'estada a les masmorres, es van celebrar els judicis en un clima d'histèria col·lectiva, i el 2 de juny de 1692 es van dictar penes de mort a la forca. Bridget Bishop fou executada el 10 de juny; Sarah Good, Rebecca Nurse, Susannah Martin, Elizabeth How i Sarah Wilds el 19 de juliol; el 19 d'agost ho foren Susannah Martin, John Willard, George Burroughs, George Jacobs Sr., i John Proctor, i el 22 de setembre Mary Esty, Martha Cory, Ann Pudeator, Samuel Wardwell, Mary Parker, Alice Parker, Wilmot Redd, i Margaret Scott. L'ancià Giles Corey va morir a causa de les tortures rebudes, Ann Foster va morir el 1693 a la presó i Abigail Faulkner se'n va escapar perquè estava embarassada.
Finalment, a instància del reverend Francis Dane, el 1693 es van revisar la majoria dels judicis. Els que restaren pendents foren absolts per manca de proves, els que restaven vius a les presons foren alliberats. John Parris es va mantenir com a ministre fins al 1697, i demanà el trasllat a una altra parròquia de Massachusetts, on va morir foscament el 1720. L'Assemblea de Representants de Massachusetts va emetre un decret desautoritzant les visions del diable, i el 1706, una de les acusadores més actives, Ann Putnam, confessà per escrit que Satanàs l'havia obligat a denunciar gent innocent. Des d'aleshores a la majoria dels executats se'ls aixecà la pena d'excomunió. El 1992 la Comissió Danvers recomanà a la Casa de Representants de Massachusetts la rehabilitació dels condemnats, cosa que no es va aconseguir fins al 31 d'octubre de 2001.

## Presumptes causes dels judicis
Moltes teories han intentat explicar per quines causes la comunitat de Salem va explotar en aquest deliri de bruixes i pertorbacions demoníaques. La més difosa insisteix a afirmar que els puritans, que governaven la Colònia de la Badia de Massachusetts pràcticament sense control reial des de 1630 fins a la promulgació de la Carta Magna el 1692, travessaven un període d'al·lucinacions massives i d'histèria provocades per la religió. La majoria dels historiadors moderns troben aquesta explicació si més no simplista.
Altres afirmen que les noies havien desenvolupat la Malaltia de Huntington, portada a la zona pels primers colons, però cap dels historiadors seriosos del tema (Mary Beth Norton, Bernard Rosenthal, i Marilynne K. Roach, entre altres), li donen cap credibilitat.
Altres teories es basen en analitzar fets de maltractament de nens, endevinacions invocant el diable, ergotisme (intoxicació amb pa de sègol fermentat que conté elements químics similars al LSD), el complot de la família Putnam per a destruir la família rival Porter, i algunes altres al·ludeixen al tema de l'estrangulament social de la dona. El nombre d'acusats per bruixeria en aquests judicis va poder fluctuar d'entre 150 i 200, i fins i tot un nombre molt més gran si no es consideren els casos d'empresonament. Els esdeveniments en els judicis van tenir una influència profunda en la regió i van poder contribuir a la deterioració de la influència dels puritans en el govern de Nova Anglaterra.